# Giovanni Bertati
Giovanni Bertati (* 10. Juli 1735 in Martellago; † 1815 in Venedig) war ein italienischer Librettist. Seine Spezialität war das Dramma giocoso.
Bertati studierte zunächst am Priesterseminar des Bistums Treviso. Er schrieb 1763 sein erstes Libretto, La morte di Dimone („Dimons Tod“), zu Musik von Antonio Tozzi. Zwei Jahre später wurde L’isola della fortuna („Die Insel des Glücks“), basierend auf Bertatis Libretto und Andrea Lucchesis Musik, in Wien aufgeführt. 1770 besuchte Bertati mehrfach Wien, wo er mit Baldassarre Galuppi zusammenarbeitete. Kaiser Leopold II. verlieh ihm den Titel des Poeta dei cesari teatro („Poet der kaiserlichen Theater“), den zuvor Lorenzo da Ponte innehatte, der ein Jahr zuvor beim Kaiser in Ungnade gefallen war.
Während seiner Karriere als Librettist widmete sich Bertati fast ausschließlich dem Schreiben von drammi giocosi. Sein berühmtestes Libretto ist Il matrimonio segreto („Die heimliche Ehe“) zur Musik von Domenico Cimarosa, uraufgeführt am 7. Februar 1792 in Wien. Goethe lobte den Librettisten, ohne seinen Namen zu kennen, als einen „der geschicktesten, die in diesem Fache gearbeitet haben“, da die italienischen Operntexte leicht und heiter seien, doch machten sie „nicht mehr Forderungen an den Komponisten und an den Sänger, als inwieweit beide sich hinzugeben Lust haben.“
Lorenzo Da Ponte orientierte sich bei seinem Libretto zu Mozarts Don Giovanni teilweise an Bertatis Text.

## Libretti
Die folgende Liste enthält die 70 Libretti Bertatis, die Jahreszahlen beziehen sich auf die Uraufführungen.
- La morte di Dimone ossia L’innocenza vendicata (Musik von Antonio Tozzi, 1763)
- Serenata per musica (Musik von Andrea Lucchesi, 1764)
- L’isola della fortuna (Musik von Andrea Lucchesi, 1765)
- Il villano geloso (Musik von Baldassarre Galuppi, 1769; Musik von Johann Gottlieb Naumann, 1770; Musik von Giuseppe Sarti unter dem Titel I finti eredi, 1785)
- L’anello in cantanto (Musik von Ferdinando Bertoni, 1771)
- Calandrino (Musik von Giuseppe Gazzaniga, 1771; Musik von Giuseppe Gazzaniga und Giacomo Rust unter dem Titel L’avaro deluso, 1773; Musik von Antonio Sacchini, 1778)
- L’inimico delle donne (Musik von Baldassarre Galuppi, 1771; Musik von Giuseppe Gazzaniga unter dem Titel Zon-Zon principe di Kibin-Kinka, 1773)
- La locanda (Musik von Giuseppe Gazzaniga, 1771; Musik von Giovanni Paisiello unter dem Titel Il fanatico in berlina, 1791)
- L’isola di Alcina (Musik von Giuseppe Gazzaniga, 1771–1772; Musik von Giacomo Rust, 1772; Musik von Alessandro Bianchi, 1794)
- I visionari (Musik von Gennaro Astarita, 1772; Musik von Giovanni Paisiello unter dem Titel Gli astrologi immaginari, 1779)
- La contessa di Bimbimpoli (Musik von Gennaro Astarita, 1772)
- la tomba di Merlino (Musik von Giuseppe Gazzaniga, 1772)
- Armida (Musik von Johann Gottlieb Naumann, 1773; Musik von Johann Rudolf Zumsteeg, 1786)
- Mirandolina (Musik von Pietro Alessandro Guglielmi, 1773; Musik von Luigi Caruso unter dem Titel La virtuosa alla moda, 1776; Musik von Vincenzo Fabrizi unter dem Titel L’amore per interesse, 1787)
- La villanella incostante (Musik von Johann Gottlieb Naumann, 1773)
- Il marito che non ha mogli (Musik von Gennaro Astarita, 1774)
- Il geloso in cimento (Musik von Pasquale Anfossi, 1774)
- Il principe ipocondriaco (Musik von Gennaro Astarita, 1774; Musik von Johann Gottlieb Naumann, 1776)
- L’avoro (Musik von Pasquale Anfossi, 1775; Musik von Gennaro Astarita, 1776; Musik von Ferdinando Orlandi, 1801)
- L’amor bizzarro ossia La gelosa di sé stesso (Musik von Giacomo Rust, 1775)
- La novità (Musik von Felice Alessandri, 1775; Musik von Giovanni Valentini unter dem Titel Il capriccio drammatico, 1787)
- La donna instabile (Musik von Giovanni Battista Borghi, 1776; Musik von Antonio Boroni, 1776; Musik von Pasquale Anfossi, 1776; Musik von Giovanni Battista Borghi unter dem Titel Gli tre pretendenti, 1777)
- Isabella e Rodrigo ossia La costanza in amore (Musik von Pasquale Anfossi, 1776)
- Lo sposo disperato (Musik von Pasquale Anfossi, auch unter dem Titel Il zotico incivilito, 1777; Musik von Vicenzo Nusco, 1808)
- Il curioso indiscreto (Musik von Pasquale Anfossi, 1777) – unsichere Zuschreibung
- La forza delle donne (Musik von Pasquale Anfossi, auch unter dem Titel Il trionfo delle donne, 1778; Musik von Bernardo Ottani unter dem Titel Le amazzoni, 1784; Musik von Peter von Winter unter dem Titel Ogus ossia Il trionfo del bel sesso; Musik von Giuseppe Nicolini unter dem Titel Ogus ossia Il trionfo del bel sesso, 1799)
- Il cavaliero errante (Musik von Tommaso Traetta, 1778)
- Le industrie amorose (Musik von Bernardo Ottani, 1778; Musik von Pasquale Anfossi unter dem Titel Il matrimonio per inganno, 1779)
- La vendemmia (Musik von Giuseppe Gazzaniga, auch unter dem Titel Le vendemmie, 1778)
- Azorre di Kibinga (Musik von Pasquale Anfossi, 1779)
- Le nozze in contrasto (Musik von Giovanni Valentini, 1779)
- Il più bel dono inutile (Musik von Antonio Rosetti, 1779)
- I quaqueri (Musik von Antonio Rosetti, 1779)
- Li rivali ridicoli (Musik von Michele Mortellari, 1780)
- La statua matematica (Musik von Giovanni Valentini, 1780; Musik von Luigi Caruso unter dem Titel L’antiquario burlato ossia La statua matematica, 1786)
- Le teste deboli (Musik von Francesco Salari, 1780)
- L’imbroglio delle tre spose (Musik von Pasquale Anfossi, 1781)
- Il marito geloso (Musik von Luigi Caruso, 1781)
- L’opera nuova (Musik von Matteo Rauzzini, 1781)
- Lo sposalizio per dispetto (Musik von Gaetano Monti, 1781)
- Gli amanti alla prova (Musik von Luigi Caruso, 1783; Musik von Francesco Piticchio, auch unter dem Titel Gli amanti dispettosi, 1784)
- Le due sorelle incognite (Musik von Antonio Calegari, 1783)
- La villanella rapita (Musik von Francesco Bianchi, 1783)
- Il serraglio di Osmano (Musik von Giuseppe Gazzaniga, 1784)
- Le spose ricuperate (Musik von Luigi Caruso, auch unter dem Titel I campi elisi ossia Le spose ricuperate, 1785)
- L’amore costante (Musik von Giuseppe Gazzaniga, 1786; Musik von Pierre Dutillieu unter dem Titel Nannerina e Pandolfino ossia Gli sposi in cimento, 1792)
- La contessa di Novaluna (Musik von Vincenzo Fabrizi, 1786)
- Le donne fanatiche (Musik von Giuseppe Gazzaniga, 1786)
- Chi sta bene non si muova (Musik von Ferdinando Robuschi, 1787)
- Don Giovanni Tenorio (Musik von Giuseppe Gazzaniga, 1787)
- L’orfanella americana (Musik von Pasquale Anfossi, 1787; Musik von Friedrich Christoph Gestewitz, 1791)
- Il curioso accidente (Musik von Gennaro Astarita, 1789)
- La fata capricciosa (Musik von Francesco Gardi, 1789)
- Il pazzo glorioso (Musik von Marcello Bernardini, 1790)
- Il fanatico in berlina (Musik von Giovanni Paisiello, 1791)
- L’impresario in scompiglio (Musik von Gennaro Astarita, 1791)
- Il matrimonio segreto (Musik von Domenico Cimarosa, 1792; Musik von Anchille Graffigna, 1883)
- Amor rende segace (Musik von Domenico Cimarosa, 1793)
- La principessa di Amalfi (Musik von Joseph Weigl, auch unter dem Titel La contessa di Amalfi, 1794)
- La bella Lauretta (Musik von Francesco Gardi, 1795)
- L’intrigo amoroso (Musik von Ferdinando Paër, auch unter den Titeln Il male vien dal buco, Saed ossia Il serraglio und Gli intrighi del serraglio, 1795)
- Andromeda (Musik von Nicola Antonio Zingarelli, 1796)
- La donna innamorata (Musik von Giuseppe Nicolini, 1796)
- La donna di genio volubile (Musik von Marcos António Portugal, 1796)
- L’amor l’astuzia insegna (Musik von Francesco Gardi, 1797; Musik von Francesco Gardi, 1801)
- Il medico di Lucca (Musik von Sebastiano Nasolini, auch unter dem Titel Il medico dei bagni, 1797)
- La pace (Musik von Vincenzo Panza; Musik von Simon Mayr und Gaetano Marinelli, 1798)
- Le tre orfanelle ossia la Scola di musica (Musik von Marcello Bernardini, 1798)
- Gli umori contrari (Musik von Sebastiano Nasolini, 1798)
- La bella selvaggia (Musik von Antonio Salieri, 1802)